# Ceva
Ceva é uma comuna italiana da região do Piemonte, província de Cuneo, com cerca de 5.717 habitantes. Estende-se por uma área de 42 km², tendo uma densidade populacional de 136 hab/km². Faz fronteira com Battifollo, Castellino Tanaro, Lesegno, Mombasiglio, Nucetto, Paroldo, Perlo, Priero, Roascio, Sale delle Langhe, Sale San Giovanni, Scagnello.

## Demografia
| Variação demográfica do município entre 1861 e 2011                               |
|                                                                                   |
| Fonte: Istituto Nazionale di Statistica (ISTAT) - Elaboração gráfica da Wikipedia |